# Bathropsis basalis
Bathropsis basalis là một loài ruồi trong họ Asilidae. Bathropsis basalis được Curran miêu tả năm 1930. Loài này phân bố ở vùng Tân nhiệt đới.